# Kabinett Nokk
Das Kabinett Nokk bildete vom 7. März 1893 bis Juni 1901 die Landesregierung von Baden.
| Amt                                          | Name                                    |
| -------------------------------------------- | --------------------------------------- |
| Staatsminister Justiz, Kultus und Unterricht | Wilhelm Nokk                            |
| Äußeres und großherzogliches Haus            | Arthur von Brauer                       |
| Inneres                                      | August Eisenlohr bis 15. September 1900 |
| Inneres                                      | Karl Schenkel seit 15. September 1900   |
| Finanzen                                     | Adolf Buchenberger                      |